# Aeroporto della Masuria di Szczytno-Szymany
L'Aeroporto del Olsztyn - Masuria (IATA: SZY, ICAO: EPSY) è un aeroporto polacco situato a 10 km a sud di Szczytno e 50 km a sud ovest di Olsztyn.